# Halbmarathon-Weltmeisterschaften 2002
Die 11. Halbmarathon-Weltmeisterschaften (offiziell IAAF World Half Marathon Championships) fanden am 5. Mai 2002 in der belgischen Hauptstadt Brüssel statt. Brüssel war damit zum zweiten Mal nach 1993 Austragungsort von Halbmarathon-Weltmeisterschaften.
Bei kühlen Temperaturen um 7 °C sowie Wind und Regen wurden sowohl das Männer- als auch das Frauenrennen auf dem anspruchsvollen Kurs durch das Brüsseler Stadtzentrum erst auf der Zielgeraden entschieden. Bei den Frauen setzte sich die Vorjahresdritte Berhane Adere gegen Susan Chepkemei durch, die zum dritten Mal in Folge Zweite wurde. Knapp dahinter erreichte Jeļena Prokopčuka das Ziel auf Platz drei. Die Mannschaftswertung (Addition der Zeiten der drei schnellsten Läuferinnen eines Landes) gewann Kenia vor Russland und Äthiopien. Bei den Männern schlug Paul Malakwen Kosgei im Schlussspurt Jaouad Gharib. Mit deutlichem Abstand folgte  John Yuda Msuri wie im Vorjahr auf dem dritten Platz. In der Mannschaftswertung siegte Kenia vor Japan und Äthiopien.

## Ergebnisse

### Einzelwertung Männer
| Platz | Athlet               | Land | Zeit (h) |
| ----- | -------------------- | ---- | -------- |
| 1     | Paul Malakwen Kosgei | KEN  | 1:00:39  |
| 2     | Jaouad Gharib        | MAR  | 1:00:42  |
| 3     | John Yuda Msuri      | TAN  | 1:00:57  |
| 4     | Yonas Kifle          | ERI  | 1:01:05  |
| 5     | Tesfaye Jifar        | ETH  | 1:01:11  |
| 6     | Shadrack Hoff        | RSA  | 1:01:23  |
| 7     | Rachid Berradi       | ITA  | 1:01:32  |
| 8     | Atsushi Satō         | JPN  | 1:01:37  |

Von 124 gemeldeten Athleten gingen 123 an den Start und erreichten 118 das Ziel. Mohammed Mourhit wurde nachträglich wegen Dopings disqualifiziert.

### Teamwertung Männer
| Platz | Land und Athleten                                                                   | Zeit (h)                        |
| ----- | ----------------------------------------------------------------------------------- | ------------------------------- |
| 1     | Kenia Paul Malakwen Kosgei (1.) Charles Waweru Kamathi (9.) Paul Kiprop Kirui (10.) | 3:04:42 1:00:39 1:02:01 1:02:02 |
| 2     | Japan Atsushi Satō (8.) Toshihide Kato (17.) Kurao Umeki (19.)                      | 3:07:12 1:01:37 1:02:35 1:03:00 |
| 3     | Äthiopien Tesfaye Jifar (5.) Ambesse Tolosa (13.) Worku Bikila (37.)                | 3:07:25 1:01:11 1:02:19 1:03:55 |

Insgesamt wurden 21 Teams gewertet.

### Einzelwertung Frauen
| Platz | Athletin                | Land | Zeit (h) |
| ----- | ----------------------- | ---- | -------- |
| 1     | Berhane Adere           | ETH  | 1:09:06  |
| 2     | Susan Chepkemei         | KEN  | 1:09:13  |
| 3     | Jeļena Prokopčuka       | LAT  | 1:09:15  |
| 4     | Mihaela Botezan         | ROU  | 1:09:24  |
| 5     | Pamela Chepchumba       | KEN  | 1:09:30  |
| 6     | Olivera Jevtić          | YUG  | 1:09:33  |
| 7     | Lenah Jemutai Cheruiyot | KEN  | 1:09:39  |
| 8     | Marleen Renders         | BEL  | 1:09:40  |

Von 79 gemeldeten Athletinnen gingen 75 an den Start und erreichten 68 das Ziel.

### Teamwertung Frauen
| Platz | Land und Athletinnen                                                           | Zeit (h)                        |
| ----- | ------------------------------------------------------------------------------ | ------------------------------- |
| 1     | Kenia Susan Chepkemei (2.) Pamela Chepchumba (5.) Lenah Jemutai Cheruiyot (7.) | 3:28:22 1:09:13 1:09:30 1:09:39 |
| 2     | Russland Swetlana Sacharowa (12.) Ljudmila Petrowa (13.) Irina Safarowa (16.)  | 3:30:05 1:09:48 1:09:55 1:10:22 |
| 3     | Äthiopien Berhane Adere (1.) Asha Gigi (17.) Leila Aman (18.)                  | 3:30:58 1:09:06 1:10:42 1:11:10 |

Insgesamt wurden 12 Teams gewertet.